# Fort Rock
Fort Rock é uma formação vulcânica localizada ao norte do Condado de Lake, Oregon, nos Estados Unidos. O anel possui 1.360 metros de diâmetro.
A área é protegida pelo governo estadual e oficialmente denominada Fort Rock State Natural Area.